# Zénon de Kition
Pour les articles homonymes, voir Zénon.
Zénon de Kition (en grec ancien Ζήνων ὁ Κιτιεύς / Zếnôn ho Kitieús) ou Zénon de Citium, né vers 334 av. J.-C. et mort en 262, est un philosophe grec d'origine phénicienne, fondateur en -301 du stoïcisme. Il est originaire de Kition (ou Citium en latin), actuelle Larnaca, le foyer principal de la colonisation phénicienne à Chypre. Sa doctrine a ceci de nouveau qu'elle joint deux traditions jusqu'alors séparées, à savoir la théorie de la sagesse et la physique : Zénon tente de concilier les thèses naturalistes de certains Académiciens successeurs de Platon avec la théorie cynique de la sagesse, et pose ainsi les bases d'un système matérialiste, moniste et déterministe dont le rayonnement est considérable.

## Biographie
Presque tout ce que nous savons sur la vie de Zénon provient de Diogène Laërce, qui consacra au fondateur de l'école du Portique la première partie du septième livre de ses Vies et doctrines des philosophes illustres, rédigées au début du IIIe siècle de notre ère, et souvent fondées sur des documents de première main. Diogène Laërce s'appuie entre autres sur une biographie (perdue) composée par Antigone de Caryste, lequel a très vraisemblablement fréquenté le philosophe dans sa jeunesse. L'année de sa naissance est inconnue, au contraire de l'année de sa mort (262 av. J.-C.) : selon que, comme âge au décès, on lui donne 72 ans comme fait son élève et concitoyen Persaios de Kition dans ses Récréations morales (Ἡθικαὶ σχολαί), ou 98 ans comme Diogène Laërce parlant apparemment en son propre nom, on arrive, pour l'année de naissance, soit à 334, soit à 360 avant notre ère. Zénon lui-même, dans sa réponse à l'invitation du roi Antigone Gonatas, se dit âgé de 80 ans. Si l'on veut s'en tenir à l'âge au décès affirmé par Persaios et donc à 334 av. J.-C. comme année de naissance — telle est la tendance générale des spécialistes actuels —, il faut ou bien estimer que la lettre de Zénon à Antigone II Gonatas est un faux, ou juger que le philosophe a déclaré au roi un âge très approximatif voire exagéré, pour mieux justifier son refus.
Son maître le philosophe Cratès l'appelait le « petit Phénicien » et ce surnom se rencontre aussi chez Cicéron. Sa patrie, Kition, était en effet la capitale d'un royaume chyprio-phénicien jusqu'à sa conquête par Ptolémée Ier Sôter en 312 av. J.-C.. Zénon était fils d’un certain Mnaséas, commerçant phénicien installé à Chypre. Il montra dès son enfance du goût pour la philosophie, et son père lui acheta, au cours de ses voyages d'affaires, de nombreux traités socratiques. À l'occasion d'une traversée entreprise pour exporter de la pourpre phénicienne, Zénon fit naufrage à Athènes — à l'âge de 22 ans selon Persaios, autrement dit en 312 —, et tint cet événement pour un signe du destin. Il resta à Athènes et, sans tarder, devint l'élève du Cynique Cratès de Thèbes. Puis il se fit l'auditeur du Mégarique Stilpon et du Platonicien Xénocrate — tous deux fréquentés pendant dix ans si l'on en croit Diogène Laërce —, auxquels s'ajoutèrent Polémon, autre Académicien, et le Mégarique Diodore Cronos, avec lequel il travailla à fond la dialectique. Enfin, une camaraderie studieuse le lia au dialecticien Philon de Mégare.
Ayant ainsi jaugé à loisir les divers systèmes philosophiques de son temps — à l'exception, semblerait-il, de l'aristotélisme —, il se décida enfin, vers l'âge de 35 ans (en l'an 301), à fonder sa propre école, qu'il établit à Athènes sous le Portique aux Peintures que nous appelons aujourd'hui le Pécile (en grec stoá poïkilè). La nouvelle secte devait bientôt tirer son nom de la galerie couverte (stoá, ἡ στοά) qui abritait ses discussions, et ses membres, appelés à l'origine « zénoniens », ne tardèrent pas à être désignés uniquement comme « ceux du Portique », οἱ Στωϊκοί (hoï Stôïkoḯ).
Zénon de Kition eut pour disciples:
- Cléanthe d'Assos (331-230), qui succéda à son maître, devenant ainsi le premier scholarque ;
- Athénodore de Soles ;
- Zénon de Sidon (stoïcien) ;
- Ariston de Chios ;
- Hérillos de Carthage ;
- Denys d'Héraclée ;
- Sphéros du Bosphore ;
- Philonidès de Thèbes ;
- Callippe de Corinthe ;
- Posidonios d'Alexandrie ;
- Persaios de Kition.

Zénon devint rapidement très populaire, et pas seulement dans sa patrie. Sa cité d'élection, Athènes, lui rendit par deux fois des honneurs publics, bien que le philosophe refusât d'acquérir la citoyenneté athénienne et tînt à être désigné comme natif de Kition. De son vivant, il reçut des Athéniens les clefs de leurs murailles et probablement aussi, à la même occasion, une couronne d'or, sinon une première statue de bronze ; à titre posthume, un décret promulgué en -262 lui fit élever une (seconde ?) statue de bronze.
Le philosophe est décrit comme un homme frêle, longiligne et basané. Il avait la tête inclinée par suite d'une contraction du cou, détail qui n'aurait guère d'intérêt si ce défaut n'avait été aussi celui d'Alexandre le Grand, dont l'air penché fut immortalisé par le sculpteur Lysippe et fréquemment imité par les amis, les flatteurs ou les successeurs du conquérant. Zénon menait une vie généralement austère, voire ascétique. Très endurant, il ne portait, par tous les temps, qu'un mauvais manteau usé (le tribôn) — uniforme, pour ainsi dire, du philosophe cynique depuis Antisthène et Diogène. Sa sobriété semble avoir touché à la parcimonie. Il préférait éviter la foule, parlait peu, mais savait, s'il le fallait, se montrer aimable et facile à vivre. Son idéal de modération et sa frugalité coutumière ne l'empêchaient pas, à l'occasion, de se donner du bon temps et de s'offrir de menus plaisirs dans les limites de la convenance. Les figues vertes et les bains de soleil faisaient ses délices. Il recourait parfois à l'amour servile ou vénal, qu'il pratiquait d'ordinaire avec de jeunes garçons, exceptionnellement (à la seule fin de ne pas passer pour misogyne) avec des servantes.
Ayant hérité de son père une fortune considérable qu'il ne manqua pas de faire fructifier, il n'eut pas besoin de flatter les puissants pour assurer sa subsistance, et de ce fait resta indépendant (ce qui n'excluait pas la prudence, sinon la complaisance) à l'égard des souverains de son temps. Un jour, raconte Diogène Laërce, comme dans un banquet il restait allongé en silence et qu'on lui en demandait la raison, Zénon dit à celui qui lui en faisait le reproche (un envoyé de Ptolémée Philopator chargé de le sonder) de rapporter au roi qu'était présent quelqu'un qui savait se taire.
En 262 av. J.-C., au terme d'une longue vie durant laquelle il ne connut pas la maladie si l'on en croit Diogène Laërce, en revenant d'une discussion dans son École, il tomba et se brisa le doigt ou le gros orteil : il en conclut que son heure était venue, s'écria « Je viens. Pourquoi m’appelles-tu ? » (vers de Niobé, non pas la tragédie perdue d'Eschyle, mais le nome de Timothée de Milet), et mourut subitement « après avoir retenu sa respiration » toujours selon Diogène Laërce, typique suicide cynique illustré par Diogène selon le témoignage d'Antisthène et sans doute aussi par Métroclès, le frère d'Hipparchia et donc le « beau-frère » de Cratès, le maître tant aimé. Zénon fut enterré aux frais de l'État dans le cimetière du Céramique à la demande d'Antigone II et Athènes lui érigea une statue, comme il a été dit plus haut.

## Influences
Zénon subit l'influence de plusieurs courants philosophiques :
- Les Socratiques, surtout :
  - le cynisme, pour l'idéal moral de conformité à la nature et pour l'appel au renversement des tabous,
  - l'école mégarique, pour la dialectique ;
- Héraclite : physique et cosmologie (feu comme principe universel ; le Logos comme loi du Tout ; éternel retour).

## Doctrine
Le fondateur de la Stoa divisait la science en trois grandes parties (vraisemblablement sur le modèle de l'Académie) : la logique, la physique (sciences naturelles) et l'éthique,.
Cicéron résuma à peu près ainsi dans ses Académiques, en faisant parler Varron, les principales innovations philosophiques de Zénon : en éthique, il affirma que le seul bien est la vertu, le seul mal le vice, mais qu'il existe entre les deux des « indifférents » (ἀδιάφορα / adiáphora) dont certains sont légitimement préférables et d'autres sont à repousser. Il soutint que, le souverain bien étant un idéal inaccessible, l'homme doit se proposer un objectif réaliste qui est l'accomplissement des « actions convenables » dans le cadre d'une morale pratique (nouvelle conception du devoir). Il estima que toutes les passions sont mauvaises et reviennent à des erreurs de jugement. En physique, il considéra le feu comme l'élément primordial et la matière (les corps) comme la seule réalité existante, exception faite de quatre incorporels (le signifié, le temps, le lieu et le vide) qui ne jouent aucun rôle dans l'enchaînement de causalités constituant le monde. En logique, il définit la représentation (phantasía) comme une impression venue des objets extérieurs et fit de la « représentation compréhensive » la condition de la perception juste et donc l'instrument de la science vraie.
L'essentiel de la doctrine de Zénon a été conservé par ses successeurs orthodoxes (les scholarques). L'apport de Chrysippe — théoricien d'une extraordinaire fécondité, qui élargit et consolida les bases du système, en particulier dans le domaine de la logique et de sa composante la dialectique —, est incontestable, mais ne modifia pas profondément l'héritage zénonien.

### Physique et cosmologie
Les Stoïciens ont toujours considéré que les parties de leur doctrine formaient un tout organique et qu'aucune partie n'était préférable à une autre, ou antérieure et fondamentale par rapport à une autre. Les deux célèbres comparaisons de leur système avec un être vivant (logique = os et tendons ; éthique = chair ; physique = âme), ou avec un œuf (coquille = logique ; blanc = éthique ; jaune = physique), suggèrent néanmoins que la physique se trouve au cœur de l'ensemble ou constitue, pour user d'une autre métaphore, la moëlle de cet organisme. Commencer par l'exposé de la physique des Stoïciens — à l'instar, semble-t-il, de Panétios et Posidonios —, offre en outre un avantage pédagogique souvent signalé par les exégètes modernes.
Zénon professe que le monde est composé de deux principes : un principe passif (τὸ πάσχον), qui est la matière, substance sans qualité ; et un principe actif (τὸ ποιοῦν), qui est la raison (λόγος / lógos) agissant dans l’univers, autrement dit Zeus/Dieu. Ces principes sont indestructibles. Le monde est un système où tout se tient, un enchaînement de causes où chaque élément agit et subit à la fois. Toutes ses parties sont solidaires et unies par un principe de « sympathie » (συμπάθεια / sympátheia) reposant sur un même rapport au tout, bref chaque microcosme reflète le macrocosme divin. Le philosophe de Kition fit entrer dans ce cadre panthéiste la physique d'Héraclite : l'univers contient un feu créateur ou plutôt « artisan » (voire « artiste »), qui peut aussi être appelé nature ; cette force créatrice, qui est divine, prévoit tout et, en s'étendant partout, produit toute chose. Ce feu divin n'est autre que l'éther ; c'est lui qui travaille la matière, inerte sans lui et ne connaissant ni accroissement ni diminution.
Les dieux — dont Zénon, prudemment, ne niait pas l'existence et au plus grand desquels, soit dit en passant, il devait son nom —, ne sont pas des êtres personnels doués de passions humaines (contrairement à l'image qu'en donnent Homère et les autres poètes), mais des manifestations d'un principe unique, le Logos universel, dieu immanent à la matière et qui, en dernière instance, s'identifie au monde. On peut parler ici non seulement de théisme et de panthéisme, mais encore et surtout d'allégorisme théologique (pratique de l'hypónoia / ὑπόνοια). Diogène Laërce résume ainsi la conception zénonienne du divin : « Dieu est un être vivant immortel, rationnel, parfait ou bien (un être) intelligent vivant dans la béatitude, ne pouvant recevoir en lui rien de mauvais, exerçant une providence sur le monde et sur les êtres qui sont dans le monde. Il n'a cependant pas une forme humaine. Il est le démiurge de l'univers et pour ainsi dire le Père de toutes choses, à la fois de façon générale et dans la partie de lui-même qui pénètre à travers toutes choses et qui reçoit des appellations multiples selon les puissances qu'il (y) déploie. On le dit en effet, Dia (Δία) parce que toutes choses existent « à cause » (διά) de lui, on l'appelle Zeus (Ζῆνα) pour autant qu'il est la cause de la vie (ζῆν) ou qu'il pénètre la vie de part en part, Athéna à cause de l'extension de sa partie directrice dans l'éther, Héra (Ἥρα) à cause de son extension dans l'air (ἀέρα), Héphaïstos à cause de son extension dans le feu artisan, Poséidon à cause de son extension dans l'humide, Déméter à cause de son extension dans la terre ».
Selon Zénon et ses disciples, « le monde vient à l'être quand la substance, à partir du feu, se transforme, en passant par l'air, dans l'humide. Ensuite sa partie la plus épaisse, en se contractant, devient la terre, tandis que sa partie la plus fine devient air et, en s'affinant encore davantage, engendre le feu ». Les âmes individuelles sont faites du même feu (ou souffle igné) qui constitue l'âme de l'univers, identifiée à l'éther et à la divinité. La nature de l'individu étant une partie de celle de l'univers, elle est régie par la même Raison, qui est Zeus/Dieu, et qui veille à la bonne harmonie du tout et de ses composantes en les faisant obéir à un même destin providentiel se confondant avec la volonté divine.
Se souvenant une nouvelle fois d'Héraclite, Zénon enseigne que l'univers subit des cycles réguliers de genèse et de destruction : après avoir disparu dans une conflagration générale (théorie de l'ekpyrôse / ἐκπύρωσις), il renaît à chaque fois (παλιγγενεσία / palingenesía) et se reforme à l'identique pour connaître la même histoire avec les mêmes acteurs. La substance du monde retourne ainsi à son principe divin, le feu, qui est Dieu : cette semence divine contenant en germe tout le plan divin, l'ordre du monde (διακόσμησις / diakósmèsis) se reconstitue et tout recommence comme devant. En même temps, cette croyance en une conflagration universelle résulte des observations des astronomes : en effet, Zénon constate que les étoiles situées dans le ciel des fixes, si elles occupent des positions sans cesse différentes, gagnent leur place originelle au bout d'une période donnée — correspondant au saros des Égyptiens ; il assimile cette période astronomique à la Grande Année, au terme de laquelle a lieu la conflagration de l'univers. Ce dogme de l'éternel retour persiste jusqu'à la fin de l'école stoïcienne et dicte encore à Sénèque une page grandiose.

### Logique et théorie de la connaissance
Zénon jette les bases d'un système logique qui sera suivi et complexifié par les scholarques ultérieurs, principalement Chrysippe qui en élaborera la partie « dialectique ». Contrairement à Aristote et aux Cyniques, Zénon fait de la logique une partie autonome de la philosophie, et non une étude préliminaire ou un simple outil intellectuel. Selon lui, la logique se divise en deux parties : la rhétorique et la dialectique (DL, VII, 41). Nous connaissons bien mieux ces deux parties sous la forme que leur ont donnée les successeurs de Zénon (en particulier Chrysippe) que dans la doctrine du fondateur. En revanche, les doxographes attestent que Zénon formule déjà très clairement les principes de l'épistémologie du Portique. Le Chypriote distingue plusieurs degrés dans la connaissance :
- la « représentation compréhensive » (en grec φαντασία καταληπτική / phantasía katalèptikè), qui est la représentation claire et distincte, dans l'âme où elle « s'imprime »[87], d'un objet extérieur perçu[88], et devient donc, chez lui, le « critère de la vérité » (en grec κριτήριον τῆς ἀληθείας)[89].
- l'assentiment (en grec συγκατάθεσις / synkatáthesis), qui est une adhésion au vrai, le consentement de l'âme à l'impression vraie qu'elle éprouve ; il valide (ou bien, selon d'autres interprétations, opère) la représentation compréhensive[90]. Le sage ne donne son assentiment qu'à des représentations compréhensives.
- la compréhension (grec κατάληψις / katálèpsis). L'assemblage des compréhensions forme un « système » qu'on appelle la science (ἐπιστήμη / épistèmè).

Pour faire comprendre ces trois phases intellectives — qui sont demeurées un dogme intangible dans toute l'histoire de l'épistémologie stoïcienne —, Zénon use d'une série de gestes que nous rapporte Cicéron : 
« Il montrait sa main ouverte, les doigts étendus : « Voici la représentation », disait-il ; puis il contractait légèrement les doigts : « Voici l'assentiment ». Puis il fermait la main et serrait le poing, en disant : « Voici la compréhension » ; c'est d'ailleurs d'après cette image qu'il a donné à cet acte un nom qui n'existait pas auparavant, celui de katálepsis ; puis avec la main gauche, qu'il approchait, il serrait fortement le poing droit en disant : « Voici la science, que nul ne possède sinon le sage ». »

### Éthique
Toute l'école stoïcienne place le souverain bien dans la vertu. Son fondateur conçoit cette dernière comme inséparable de son usage : posséder la vertu, c'est du même coup s'en servir. Zénon aurait été le premier à définir la vertu comme la « conformité à la nature » : dans son traité Sur la nature de l'homme, il déclare que « la fin est de vivre en accord avec la nature, ce qui signifie vivre selon la vertu ; en effet la nature nous conduit vers cette dernière ».
Zénon est l’inventeur du concept cardinal de la pratique des devoirs dans le stoïcisme : le kathèkon (grec καθῆκον / kathễkon, au pluriel καθήκοντα / kathḗkonta, « ce qui convient, l'action convenable »), et aurait même été, selon une tradition rapportée par Diogène Laërce, le premier à employer ce mot (entendons le premier à donner au participe présent kathèkon un sens technique). Le devoir est selon lui « une action appropriée aux dispositions naturelles (d'un être) » ; sont donc, pour les hommes, des devoirs « toutes les actions que la raison les convainc de faire, par exemple honorer leurs parents, leurs frères, leur patrie, venir en aide à leurs amis ». En outre, tous les êtres vivants (notamment l'homme) ont le devoir de préserver leur propre vie, selon une impulsion (ὁρμή / hormè) naturelle et donc raisonnable appelée oikeiôsis (grec οἰκείωσις) ; en conséquence, tout acte dicté par cet « instinct de conservation » est juste. Ces devoirs auxquels incite la raison conviennent en toutes circonstances. Mais beaucoup d'actes conviennent seulement dans certains cas. Il existe enfin des actes qui ne traduisent aucune convenance particulière, comme « cueillir un fruit ou tenir un style pour écrire ». Le devoir selon Zénon et ses disciples n'est pas une loi morale universelle ayant son origine dans la raison a priori, mais quelque chose qui relève de la nature. Parmi les convenables (ou devoirs), certains sont parfaits : ce sont les « actions droites » (κατορθώματα / katorthômata), qui sont des actions accomplies avec vertu, comme le fait d'agir avec prudence ou avec justice. Toutes les « actions droites » sont égales, de même que toutes les fautes sont égales : « car si une vérité n'est pas plus vraie qu'une autre, une erreur n'est pas plus erronée qu'une autre » (DL, VII, 120, p. 863).
Zénon conçut la doctrine des « indifférents » (ἀδιάφορα / adiaphora) et des « préférables » (προηγμένα / proègména), qui sera remise en cause seulement par le courant « hétérodoxe » d'Ariston de Chios et Hérillos de Carthage. Parmi les choses qui existent, les unes sont des biens (par ex. : la réflexion, la justice, le courage, la sagesse), d’autres sont des maux (comme l’irréflexion, l’injustice, la lâcheté, etc.), d’autres enfin sont indifférentes, car elles ne sont ni utiles ni nuisibles, par ex. la vie, la mort, la santé, la maladie, le plaisir, la douleur, la beauté, la honte, la force, la faiblesse, la richesse, la pauvreté, la gloire, la vie obscure, la noblesse, la basse naissance, etc. Toutes ces choses sont dites indifférentes parce qu'elles ne servent ni ne nuisent par elles-mêmes : l’homme peut se servir d’elles pour qu’elles nuisent ou pour qu’elles soient utiles. Elles peuvent par conséquent être bonnes ou mauvaises selon l’usage qu’on en fait. Zénon distingue deux sortes d’indifférents (DL, VII, 105) : ceux qui sont légitimement « préférables » (proègména) — catégorie à laquelle appartiennent par exemple le talent naturel, l'art, le progrès, la santé, la beauté et la richesse —, et ceux qu’il vaut mieux éviter, les « rejetables » (ἀποπροηγμένα / apoproègména), qui sont « sans valeur » (par ex., d'après DL, VII, 106 : l'absence de talent naturel, l'absence de dispositions artistiques, la mort, la maladie, la pauvreté, la basse naissance, etc.). Le philosophe a soin de ne pas confondre les préférables avec le bien moral, seule fin ultime (τέλος / télos) et seul capable de procurer le bonheur.
Zénon de Kition définit le bonheur, attribut permanent du sage, comme « un bon flux de vie » (ou « une vie qui coule bien »), en grec εὔροια βίου / eúrhoïa bíou. Ce bonheur se réalise par l'exercice de la droite raison, laquelle coïncide avec la Raison divine (Logos) qui gouverne le monde. Écoutons encore Diogène Laërce, qui, même s'il se réfère au traité Sur les fins de Chrysippe, restitue la substance de l'eudémonisme zénonien : « C'est en cela que consiste la vertu de l'homme heureux et le bon flux de la vie (εὔροιαν βίου), quand tout est accompli selon l'accord harmonieux du daimôn qui habite en chacun avec la volonté du gouverneur de l'Univers ».
La doctrine zénonienne des passions, adoptée et approfondie par les autres Stoïciens, eut un grand retentissement. Pour le fondateur du Portique, la passion (πάθος / páthos) est un mal appartenant à la catégorie des « autres maux » (par rapport aux vices). Elle est une impulsion (ὁρμή / hormè), qui entre dans la sous-catégorie des « impulsions déraisonnables » (ἄλογαι ὁρμαί / álogai hormaí), distinguée des « actes vicieux ». Zénon la définit comme « mouvement [kinèsis] de l'âme irrationnel et contraire à la nature » (définition longue) ou comme une « impulsion [hormè] trop véhémente » (définition courte). À l'exception de trois d'entre elles qui sont jugées bonnes et reçoivent le nom spécial d'eupathies (εὐπάθειαι) — à savoir la joie [χαρά], la volonté [βούλησις] et la crainte précautionneuse [εὐλάβεια] —, toutes les passions doivent être éradiquées de l'âme, et le sage doit viser l'état mental appelé « apathie » [ἀπάθεια / apátheia], qui est « l'absence de passions (mauvaises) ».
La morale pratique du maître stoïcien s'exprima sous la forme d'une « parénétique », c'est-à-dire d'un ensemble de conseils et de règles destinés à tous les hommes dans leur vie quotidienne. Ces préceptes devaient régir aussi bien les pensées intimes des individus que leurs rapports avec leurs proches et avec le reste de la société humaine. Zénon peut ainsi, dans une certaine mesure, être tenu pour l'inventeur de la direction de conscience.
En matière de « pédagogie » — ou plus exactement de « guidage des enfants » (περὶ παίδων ἀγωγῆς) —, les Entretiens de Zénon préconisaient sans ambages l'apprentissage indifférencié de la disponibilité sexuelle immédiate (« écarter les cuisses » [διαμηρίζειν / diamèrízein]), à laquelle devaient être formés tous les jeunes partenaires potentiels ou imminents : petits esclaves spécialisés [paidiká, « mignons »] et enfants libres ; filles et garçons. Un tel libertarisme s'accorde bien, comme nous l'allons voir, avec le mépris des interdits caractéristique de la République zénonienne.

### LaRépublique(Politeía) de Zénon
Les témoignages sur ce traité datent sa composition de l'époque où Zénon suivait l'enseignement du Cynique Cratès, qui fut son premier et principal maître. Cette datation haute a parfois été remise en cause, certains voulant au contraire y voir une œuvre de la maturité qui aurait été délibérément antidatée, en raison de ses audaces, par Panétios et les siens, désireux de collaborer avec les Romains et donc enclins au conservatisme politique et social. Il est sûr que l'ouvrage choqua, sinon les contemporains de Zénon, du moins les représentants du Moyen Stoïcisme : il parut « trop scandaleux pour ne pas éclabousser l'école et réduire à néant les efforts de certains Stoïciens du IIe siècle, en particulier Panétius, pour se détacher des aspects les plus radicaux du naturalisme zénonien ». Embarrassés, les uns tentèrent d'expurger le texte, d'autres présentèrent l'ouvrage comme une erreur de jeunesse du maître tandis qu'un dernier groupe préférait en nier l'authenticité. Les Modernes ont été quelquefois tentés d'interpréter la Politeia de Zénon comme le manifeste iconoclaste d'un « fils de riche » en rupture de ban qui voit dans la tabula rasa libertaire des « Chiens » une révolution en accord avec sa propre révolte ou au moins une base pour reconstruire la société humaine. De fait, l'ouvrage contient indéniablement bon nombre de traits cyniques (Kynika) et plus précisément diogéniens, mais il faut se rappeler que certains de ces traits figuraient déjà chez Platon et relevaient en fait du genre utopique. En voici la liste non exhaustive :
- Inutilité du cursus des études générales (ἐγκύκλιος παιδεία / enkýklios paideía)[129] ;
- Seuls les bons sont citoyens, amis, familiers et libres[130] ;
- Communauté des femmes[131] ;
- Ne construire ni temples, ni tribunaux, ni gymnases[132] ;
- Inutilité de la monnaie[133] ;
- Un seul et même vêtement pour les deux sexes[134] ;
- Ne cacher aucune partie du corps, tant chez les hommes que chez les femmes[135] ;
- Caractère licite de l'anthropophagie[136].
- Caractère licite de l'inceste[137] ;
- Caractère licite de la masturbation en public[138].

Dans sa République, Zénon conseillait au sage de se marier et de procréer, et il est probable qu'il lui recommandait également, comme fit plus tard son successeur Chrysippe dans le premier livre de son traité Sur les genres de vie, de participer à la vie politique dans la mesure du possible, pour contenir le vice et inciter à la vertu.
Sur certains points au moins, Plutarque voyait dans la République de Zénon une riposte stoïcienne à l'ouvrage homonyme de Platon. La cité zénonienne, par plusieurs aspects, fait penser à Sparte, et il est clair que notre philosophe admirait la constitution lacédémonienne. Mais plutôt qu'une cité idéale ou qu'une Sparte améliorée, la Politeía de Zénon ne proposerait-elle pas la vision d'un monde conçu comme la « communauté des sages » ? Un élément de réponse à cette question peut être trouvé chez le même Plutarque. Celui-ci aurait pu, comme d'autres, faire la caricature d'une œuvre si controversée : pour cet antistoïcien résolu, la tâche était facile, compte tenu de toutes les transgressions sacrilèges ou scandaleuses prônées par Zénon. Or, au lieu d'aller dans le même sens que divers détracteurs tels que l'épicurien Philodème de Gadara, Plutarque préféra donner un aperçu de fond de la République zénonienne. Selon lui, l'intention du traité est de nous faire adhérer à la perspective d'un monde « où nous n'habiterions plus en nous répartissant en cités ou en peuples séparés par des règlements propres à chacun, mais où nous considérerions que tous les hommes constituent un même peuple et une même cité, et qu'il y a une seule vie et un seul univers, comme c'est le cas pour un troupeau où les animaux se nourrissent ensemble dans un pâturage commun. C'est ce qu'écrivit Zénon, en donnant forme à ce qui était pour lui comme le rêve où la fiction d'une bonne législation conforme à la philosophie. Mais celui qui transforma ce discours en réalité, ce fut Alexandre ». Si Plutarque nous transmet bien ici la pensée de Zénon de Kition et non pas — comme l'estime Malcolm Schofield —, sa propre interprétation effectuée avec le recul du temps et influencée par le souvenir du projet qu'avait Alexandre le Grand d'unifier l'humanité sous son égide, il est clair que la cité idéale rêvée par le jeune Phénicien devenu disciple de Cratès comporte déjà trois traits essentiels de la doctrine stoïcienne de la maturité : la communauté de Logos de tous les vivants, l'universalisme et le cosmopolitisme.
Dans un essai brillant, mais discutable et discuté, Andrew Erskine (1990) a situé l'innovation zénonienne sur le plan politique et social, et a cru discerner chez le Chypriote un parti pris « démocratique » (« democratic bias ») ainsi qu'une orientation anti-esclavagiste et égalitariste — cette dernière étant toutefois rendue problématique par la restriction zénonienne de la citoyenneté aux sages —, et même une tendance collectiviste. Convaincu que la Politeía de Zénon est conçue comme un modèle fonctionnel destiné à être utilisé dans le contexte politique de son temps, Erskine perçoit son influence dans les luttes athéniennes pour l'indépendance (années -280 et -260), dans la « révolution spartiate » déclenchée par Cléomène III (-227-222) sur les conseils (supposés) du Stoïcien Sphéros et dans la réforme agraire tentée à Rome en -133 par Tiberius Gracchus, élève du Stoïcien Blossius de Cumes. Une telle influence est contestée notamment par Peter Green, selon lequel Erskine, typique idéaliste, surestime le pouvoir des philosophes, ignore le côté délibérément utopique de l'anarchisme s'exprimant dans la Politeía zénonienne et fait trop facilement litière des témoignages ne s'accordant pas avec ses positions (honneurs dont les Athéniens comblèrent Zénon, attitude intéressée de celui-ci envers Antigone Gonatas, etc.). Les objections nombreuses faites aux thèses d'Erskine tendent ainsi à rétablir la vision traditionnelle d'un premier stoïcisme certes soucieux de la chose politique au niveau théorique et curieux de l'actualité concrète de la cité, mais rétif à l'obédience partisane, distant des gouvernants et ne manifestant son désaccord que par l'abstention.

## Style
La lecture des Mémorables de Xénophon fut une révélation pour le jeune Zénon débarquant à Athènes après avoir fait naufrage : elle le détermina, nous dit son biographe, à embrasser la carrière philosophique. Le fondateur du Portique s'inspira de ce premier modèle en écrivant à son tour des Mémorables, qu'il consacra naturellement à son premier maître, le Cynique Cratès. Il est permis de penser que Zénon subit, consciemment ou non, l'influence du style de Xénophon — célèbre pour sa douceur limpide et sa « grâce dépourvue de toute affectation », comme dit Quintilien —, mais non pas au point de renoncer à la force argumentative, nécessaire quand on veut convaincre.
C'est à cette dernière fin (la conviction de l'auditoire) que Zénon subordonnait étroitement la forme du discours. Le fondateur du Portique recherchait avant tout l'efficacité didactique et la puissance persuasive et considérait que la qualité du style la plus propice à ce double objectif était la concision, ou la brièveté dense (συντομία / syntomía), qui devint dès lors la "marque de fabrique" du discours stoïcien, en particulier à l'époque romaine, où elle s'opposait à l'abondance oratoire des Académiciens et des Péripatéticiens. Le « style logique » de Zénon possédait donc cette concision fonctionnelle, évidente dans ses syllogismes et reconnue entre autres par Cicéron. Le maître prêchait d'exemple en s'exprimant en peu de mots (βραχυλόγος) et raillait la prolixité fiévreuse de son disciple Ariston. Non content de réclamer la brièveté au niveau de la phrase, Zénon allait jusqu'à la demander dans les syllabes employées. Le bon dialecticien était, à ses yeux, celui qui ne laissait dans ses propos aucun espace permettant d'admirer l'exposé, ou peut-être d'en examiner la validité : le public devait, selon lui, être absorbé par l'argumentation, « au point de n'avoir pas le temps de prendre des notes ». Cette aspiration, presque inquiétante, à saisir et dominer la pensée de l'auditoire, éclaire la réflexion stoïcienne — attestée à partir de Chrysippe, mais peut-être déjà présente chez Zénon —, sur la parémphasis (παρέμφασις) : certains mots ou expressions possèdent, outre leur signification obvie et explicite, une parémphasis (ou synémphasis), c'est-à-dire un surcroît implicite de sens qui, consciemment ou non, se laisse comprendre ou deviner, et influe ainsi sur l'esprit de l'interlocuteur ; d'où l'intérêt du philosophe à exploiter les effets de ces sous-entendus. Le stoïcisme ancien aurait ainsi pressenti l'idée moderne des "harmoniques des mots", et aurait peut-être même découvert les effets subliminaux du langage, reconnus aujourd'hui par les sciences psycho-cognitives.
Le peu qu'il nous reste des œuvres de Zénon ne nous permet pas de certitudes absolues sur la nature de son style écrit. Il semble toutefois que la clarté concise n'ait pas abouti, du moins dans ses écrits, à l'extrême sécheresse du style « décharné » (en latin oratio ieiuna ou exilis) adopté par ses successeurs, perpétué par le stoïcisme romain et dur aux oreilles de Cicéron. L'examen stylistique des fragments zénoniens a conduit Alfred Pearson à créditer le Chypriote d'un certain sens du pittoresque (qu'il croit pouvoir attribuer à ses origines orientales) : cette qualité se perçoit à la fois dans ses comparaisons (par ex. à une mer étale, à une olive, à un troupeau paissant paisiblement) et dans ses métaphores pleines de fraîcheur (par ex. vie/fontaine jaillissante, bonheur/long fleuve tranquille). À l'appui d'un tel jugement, nous disposons du témoignage de Cicéron, lequel fait dire à un personnage d'un de ses dialogues que notre philosophe écrivait « avec netteté, gravité et élégance », contrairement à la plupart des Épicuriens : quoique les deux premières qualités soient propres à l'efficacité dialectique — qui, comme le rappelle Quintilien, primait sur la pompe du style aux yeux des anciens Stoïciens —, l'adjonction cicéronienne de l'élégance (ornatus) suggère la présence, chez Zénon, d'un agrément, ou d'un sens esthétique de la formulation, qui manquait à ses adversaires épicuriens (ainsi, ajouterons-nous, qu'à ses successeurs Cléanthe et Chrysippe), mais caractérisait, en revanche, les ouvrages de Platon, Aristote ou Théophraste.

### Ouvrages de Zénon
Aucune des œuvres du philosophe ne nous est parvenue : nous n'avons que leurs titres, transmis pour l'essentiel par Diogène Laërce, et quelques fragments dans des compilations. La liste qui suit est tirée de Diogène Laërce (surtout VII, 4) :

#### Écrits éthiques
- Πολιτεία : République
- Περὶ τοῦ κατὰ φύσιν βίου : Sur la vie selon la nature
- Περὶ ὁρμῆς ἢ περὶ ἀνθρώπου φύσεως : Sur la tendance [ou « l'impulsion »], ou sur la nature de l'homme
- Περὶ παθῶν : Sur les passions
- Περὶ τοῦ καθήκοντος : Sur le devoir [ou Sur le convenable]
- Περὶ τοῦ νόμου : Sur la loi
- Περὶ τῆς Ἑλληνικῆς παιδείας : Sur l'éducation grecque

#### Écrits physiques
- Περὶ ὄψεως : Sur la vision
- Περὶ τοῦ ὅλου : Sur le Tout  [ou Sur l'univers]
- Περὶ σημείων : Sur les signes
- Πυθαγορικά : (Études) pythagoriciennes
- Περὶ οὐσίας : Sur la substance (DL, VII, 134)
- Φυσικά : Physiques (DL, VII, 39)

#### Écrits logiques
- Καθολικά : Problèmes généraux ou Études sur les universaux
- Περὶ λέξεων : Sur les expressions.
- Προβλημάτων Ὁμηρικῶν ε' : Problèmes homériques, en cinq livres[170].
- Περὶ ποιητικῆς ἀκροάσεως : Sur la façon d'écouter la poésie
- Περὶ λόγου : Sur la raison (ou Sur le logos) (DL, VII, 39 et 40)

#### Autres ouvrages
- Διατριβαί : Entretiens (DL, VII, 34)
- Τέχνη : Manuel (ou Traité)
- Ἐρωτικὴ τέχνη : Manuel d'amour ou Art d'aimer (DL, VII, 34)
- Λύσεις : Solutions
- Ἔλεγχοι β' : Réfutations, en deux livres
- Ἀπομνημονεύματα Κράτητος : Mémorables de Cratès
- Ἡθικά : (Questions) morales

### Édition et traduction de Diogène Laërce
- Édition scientifique du texte grec : Diogenes Laertius. Lives of eminent philosophers, edited with introduction by Tiziano Dorandi. Cambridge (GB), Cambridge University press, 2013 (= Cambridge classical texts and commentaries, 50) (XI-943 p.).

- Traduction française de référence : Diogène Laërce (trad. Richard Goulet), Vies et doctrines des philosophes illustres, Paris, Le livre de poche, coll. « La Pochothèque », 1999, deuxième édition revue et corrigée, p. 773-883 (Livre VII)

### Édition des fragments de Zénon et destestimoniasur son compte
- Hans von Arnim, Stoicorum veterum fragmenta. Volume I : Zeno et Zenonis discipuli. Lipsiae (Leipzig), Teubner, 1905, réimpr. 1964 (L-142 p.). Abréviation : SVF.
- Alfred Chilton Pearson, The Fragments of Zeno and Cleanthes, with introduction and explanatory notes. London, C.J. Clay, & Cambridge (GB), Cambridge University Press, 1891 (VII-344 p.).

### Études
Cette bibliographie recense trop d'ouvrages (juin 2022). Les ouvrages doivent être de « référence » dans le domaine du sujet de l'article. Il peut être souhaitable de les insérer dans une référence et de les enlever de la section « bibliographie ». Il peut être également utile de créer un article bibliographique spécifique.
- Platon (trad. Luc Brisson, Catherine Dalimier), « Cratyle », dans Platon, Œuvres complètes, Flammarion, 2008 (1re éd. 2006), 2204 p. (ISBN 978-2081218109)
- (it) Mariano Baldassari, « Il pensiero politico di Zenone. I. La formazione politica di Zenone », dans Rivista di filosofia neoscolastica, 62, n° 4 (Luglio-Agosto 1970), p. 375-397 ; « II. Elementi storico-bibliografici », ibid., n° 5/6 (Settembre-Dicembre 1970), p. 548-573.
- Thomas Bénatouïl, Faire usage : la pratique du stoïcisme. Paris, J. Vrin, collection "Histoire des doctrines de l'Antiquité" (no 35), 2006 (364 p.).
- Émile Bréhier, La Théorie des incorporels dans l'ancien stoïcisme. Paris, J. Vrin, collection "Bibliothèque d'histoire de la philosophie", 19623 (63 p.).
- Jacques Brunschwig (dir.), Les Stoïciens et leur logique. Paris, J. Vrin, collection "Bibliothèque d'histoire de la philosophie. Nouvelle série", 20062 (512 p.).
- (en) P.A. Brunt, Studies in Stoicism, edited by M. Griffin & A. Samuels, with the assistance of M. Crawford. Oxford, Oxford University Press, 2013 (VI-521 p.).
- Françoise Caujolle-Zaslawsky, « Le style stoïcien et la paremphasis », dans J. Brunschwig (dir.), Les Stoïciens et leur logique (20062), p. 165-190.
- Tiziano Dorandi, « La Politeia de Diogène de Sinope et quelques remarques sur sa pensée politique », dans M.-O. Goulet-Cazé & R. Goulet (éd.), Le cynisme antique et ses prolongements (1991/1993), p.  57-68.
- (en) Andrew Erskine, The Hellenistic Stoa : political thought and action. London, Duckworth, 1990 (XI-233 p.) ; Bristol Classical Press, 20112.
- Victor Goldschmidt, Le Système stoïcien et l'idée de temps. Paris, J. Vrin, collection "Bibliothèque d'histoire de la philosophie", 19692 (247 p.).
- Marie-Odile Goulet-Cazé, « Le cynisme ancien entre authenticité et contrefaçon », dans Aitia [en ligne], 5|2015, mis en ligne le 18 août 2015,http://aitia.revues.org/1204 ; DOT : 10.4000/aitia.1204
- Marie-Odile Goulet-Cazé, Les Kynica du stoïcisme. Stuttgart, F. Steiner, collection "Hermes Einzelschriften" (no 89), 2003 (198 p.).
- Marie-Odile Goulet-Cazé & Goulet Richard (éd.), Le cynisme antique et ses prolongements. Actes du colloque international du CNRS (Paris, 22-25 juillet 1991). Paris, PUF, 1993 (IX-612 p.).
- Jean-Baptiste Gourinat, La Dialectique des Stoïciens. Paris, J. Vrin, collection "Histoire des doctrines de l'Antiquité" (no 22), 2000 (386 p.).
- Jean-Baptiste Gourinat, « Éternel retour et temps périodique dans la philosophie stoïcienne », dans Revue philosophique, 127 (2002/2), p. 213-227.
- Jean-Baptiste Gourinat, Les Stoïciens et l'âme. Paris, PUF, 1996 (125 p.).
- (de) Andreas Graeser, Zenon von Kition : Positionen und Probleme. Berlin & New York, W. de Gruyter, 1975 (XI-244 p.).
- Isabelle Gugliermina , Diogène Laërce et le cynisme. Villeneuve d'Ascq, Presses universitaires du Septentrion, 2006 (275 p.).
- René Hoven, Stoïcisme et Stoïciens face au problème de l'au-delà. Paris, Les Belles Lettres, 1971 (= Bibliothèque de la Faculté de Philosophie et Lettres de l'Université de Liège. Fascicule CXCVII) (180 p. ).
- (en) Harold Arthur Kinross Hunt, A physical interpretation of the universe : the doctrines of Zeno the Stoic. Melbourne, Melbourne University Press, 1976 (79 p.).
- Frédérique Ildefonse, Les Stoïciens. I : Zénon, Cléanthe, Chrysippe. Paris, Belles Lettres, collection "Les figures du savoir" (no 25), 2000 (226 p.).
- Claude Imbert, « Théorie de la représentation et doctrine logique dans le stoïcisme ancien », dans J. Brunschwig (dir.), Les Stoïciens et leur logique (20062), p. 79-108
- Armand Jagu, Zénon de Citium : son rôle dans l'établissement de la morale stoïcienne. Paris, J. Vrin, 1946 (62 p.).
- (en) George B. Kerferd (revu par Thomas Bénatouïl), « The problem of synkatathesis and katalepsis in Stoic doctrine », dans J. Brunschwig (dir.), Les Stoïciens et leur logique (20062), p. 109-130.
- Valéry Laurand , La politique stoïcienne. Paris, PUF, 2005 (160 p.).
- (en) Anthony Arthur Long, Stoic Studies. Cambridge (GB), Cambridge University Press, 1996 (XVI-309 p.).
- (en) Anthony Arthur Long (éd.), Problems in Stoicism. Glasgow, The University of London, the Athlone Press, 1971 (VI-257 p.).
- Anthony Arthur Long & David Sedley, Les philosophes hellénistiques. Vol. II : Les Stoïciens. Paris, Garnier Flammarion (no 642), 2001. Abréviation : LS.
- John Moles, « Le cosmopolitisme cynique », dans M.-O. Goulet-Cazé & R. Goullet (éd.), Le Cynisme antique et ses prolongements (1991/1993), p.  259-280.
- François Ogereau, Essai sur le système philosophique des Stoïciens. Paris, F. Alcan, 1885 (XII-304 p.), réimpression avec préface (...) de Jean-Baptiste Gourinat et étude préliminaire de G. Romeyer Dherbey, ibid., J. Vrin, collection "Encre marine", 2002 (384 p.).
- (de) Max Pohlenz, Die Stoa : Geschichte einer geistigen Bewegung. Göttingen, Vandenhoeck & Ruprecht, 1949, 19906, 2 vol.
- François Prost, Les théories hellénistiques de la douleur. Louvain, Paris et Dudley (Massachusetts), Peeters, 2004 (= Bibliothèque d'études classiques, 37) (375 p.).
- Maria Protopapas-Marneli, La rhétorique des Stoïciens. Paris, L'Harmattan, 2002 (222 p.).
- (en) John M. Rist, Stoic philosophy. Cambridge (GB), Cambridge University Press, 1969 (X-299 p.).
- (en) John M. Rist, « Zeno and the origins of Stoic logic », dans J. Brunschwig (dir.), Les Stoïciens et leur logique (20062), p. 13-28.
- (en) Malcolm Schofield, The Stoic idea of the city. Cambridge (GB), Cambridge University Press, 1991 (XI-164 p.).
- (en) Gerard Watson, The Stoic theory of knowledge. Belfast, The Queen's University, 1966 (107 p.).
- Marguerite Yon, « Zénon, citoyen de Kition », dans Cahiers du Centre d'études chypriotes, 27/1 (1997), p. 165-173.

### Sources
- Cicéron, Académiques, Des termes extrêmes des biens et des maux, De la nature des dieux, Des Devoirs, Paradoxes des stoïciens, Tusculanes.
- Diogène Laërce, Vies, doctrines et sentences des philosophes illustres [détail des éditions], VII. L'édition scientifique de référence est à présent celle de Tiziano Dorandi, Diogenes Laertius. Lives of eminent philosophers, edited with introduction.... Cambridge (GB), Cambridge University Press, 2013 (= Cambridge classical texts and commentaries, 50).
- Philodème de Gadara, Sur les Stoïciens. Édition, traduction et commentaire (en italien) : Tiziano Dorandi, Filodemo. Storia dei filosofi. La stoa da Zenone a Panezio. Leyde, E.J. Brill, 1994 (= Philosophia antiqua, 60) (XV-189 p.).
- Plutarque.
- Sénèque.
- Sextus Empiricus.